# Близнюк Богдан Олегович
Богдан Олегович Близнюк (нар. 31 березня 1995, Луцьк) — український баскетболіст, легкий форвард французького «Шоле».

## Життєпис
Народився в Луцьку 1995 року. У 2-річному віці втратив батька, у 7-літньому віці разом із матір'ю переїхав до міста Федерал Вей (округ Кінґ, штат Вашинґтон). Там закінчив школу Todd Beamer High School. 2014 року вступив до Університету Східного Вашингтону (Eastern Washington University), де розпочав виступи за однойменну команду в Першому дивізіоні студентської ліги NCAA. «Східний Вашингтон» грає в дивізіоні «Big Sky», де виступають клуби із північного заходу США.
Уже з першого курсу значно допомагав команді, здобуваючи в середньому 8,7 очка за гру. У наступні роки його роль тільки зростала — 12,2 очка в сезоні 2015/16 і перший трипл-дабл в історії команди (11 очок, 14 підбирань і 10 результативних передач), здобутий у січні 2016 року в переможному матчі 96:73 проти «Північної Аризони».
Влітку 2016 вибраний одним із капітанів команди, а також включений до символічної збірної дивізіону «Big Sky» на думку ресурсу College Sports Madness. 20,9 очка в середньому за гру станом на грудень сезону 2016/17 розташовують його в першій 30-ці найрезультативніших гравців ліги NCAA. Статистики команди прогнозуюсь, що Богдан може ввійти до топ-10 в історії «Східного Вашингтону» за загальною кількістю очок, підбирань, 3-очкових, перехоплень, блокшотів і результативних передач.
2018 року був визнаний найкращим баскетболістом року конференції Big Sky. Тоді ж влітку після чотирьох років в студентському баскетболі Близнюк спробував свої сили в складі клубу НБА «Лос-Анджелес Кліперс», в таборі якого працював в рамках Літньої ліги. Професійну кар’єру українець розпочав в Ізраїлі, де підписав контракт з клубом «Бней Герцлія».
В сезоні 2019/20 почав виступати за український «Київ-Баскет».
2021 року перейшов до складу «Будівельника».
22 березня 2023 року перейшов до складу французького «Шоле».